# خورشیدگرفتگی ۷ مارس ۱۹۳۲

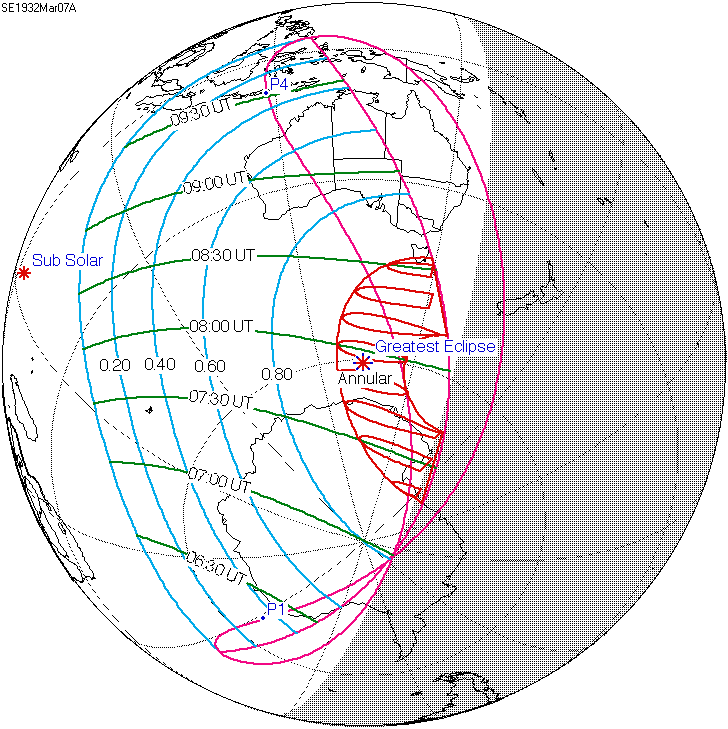
خورشید گرفتگی ۷ مارس ۱۹۳۲

خورشیدگرفتگی ۷ مارس ۱۹۳۲ (به انگلیسی: Solar eclipse of March 7, 1932) یک خورشیدگرفتگی از نوع خورشیدگرفتگی حلقه‌ای است. این خورشیدگرفتگی در تاریخ ۷ مارس ۱۹۳۲ میلادی (‎۱۶ اسفند ۱۳۱۰ خورشیدی) روی داد که زمان اوج آن، ساعت ۷:۵۵:۵۰ به‌وقت ساعت هماهنگ جهانی بوده‌است. مدت زمان و طول این خورشیدگرفتگی ۵ دقیقه و ۱۹ ثانیه بود.